# Coupe de France masculine de handball 1998-1999
Navigation
Coupe de France 1997-1998 Coupe de France 1999-2000
La coupe de France masculine de handball 1998-1999 est la 17e édition de la compétition.
Le Montpellier Handball remporte sa première coupe de France en disposant en finale des Spacer's de Toulouse. 
Bien que Montpellier soit qualifié pour la Ligue des champions 1999-2000 en tant que champion de France, les Spacer's de Toulouse ne sont parvenus à assurer dans les temps leur participation en Coupe d'Europe des vainqueurs de coupe à cause de problèmes administratifs : aucun club ne représente donc la France dans cette compétition.

## Tableau final

### Seizièmes de finale
Le club évoluant à domicile n'est pas connu. Les matchs se sont déroulés autour du 27 février 1999.
| Club 1                    | Score   | Club 2                              |
| ------------------------- | ------- | ----------------------------------- |
| GFCO Ajaccio              | 10 – 0  | Marseille OM 13 CR                  |
| Hazebrouck HB 71          | 19 – 18 | Livry-Gargan handball               |
| SC Sélestat               | 21 – 18 | ASCA Wittelsheim                    |
| SMEC Metz                 | 25 – 24 | HBC Villefranche-en-Beaujolais      |
| US Ivry                   | 26 – 17 | USAM Nîmes                          |
| US Créteil                | 26 – 23 | UMS Pontault-Combault               |
| Girondins de Bordeaux HBC | 27 – 22 | US Saintes                          |
| PSG-Asnières              | 27 – 25 | US Dunkerque                        |
| Montpellier Handball      | 28 – 16 | Antibes Handball                    |
| SLUC Nancy                | 29 – 26 | ES Besançon                         |
| Lille Villeneuve d'Ascq   | 31 – 19 | CO Vernouillet                      |
| Avignon SCO               | 31 – 25 | AS Monaco                           |
| SO Chambéry               | 32 – 24 | Istres Sports                       |
| Spacer's Toulouse         | 32 – 29 | Massy EHB                           |
| Le Chesnay Handball       | 34 – 31 | HBC Gien Loiret                     |
| AC Boulogne-Billancourt   | ? – ?   | Nice Côte d'Azur ?[réf. nécessaire] |

Remarque : le Nice Côte d'Azur, club de D1, a été placé en liquidation en cours de saison : il s'agit peut-être du club contre lequel aurait dû être opposé l'AC Boulogne-Billancourt.

### Huitièmes de finale
| Club 1               | Score   | Club 2                       |
| -------------------- | ------- | ---------------------------- |
| SC Sélestat          | 21 – 19 | Hazebrouck HB 71 (N1 ?)      |
| SLUC Nancy (N1)      | 24 – 23 | Girondins de Bordeaux HBC    |
| Montpellier Handball | 24 – 17 | Lille Villeneuve d'Ascq      |
| Spacer's Toulouse    | 27 – 21 | Le Chesnay Handball (D2)     |
| US Créteil           | 24 – 27 | PSG-Asnières                 |
| SO Chambéry          | 28 – 25 | SMEC Metz (N1)               |
| US Ivry              | 32 – 17 | AC Boulogne-Billancourt (D2) |
| GFCO Ajaccio (D2)    | 33 – 31 | Avignon SCO (N1 ?)           |

### Quarts de finale
Les matchs se seraient disputés autour du 3 avril 1999.
| Club 1               | Score   | Club 2          |
| -------------------- | ------- | --------------- |
| Montpellier Handball | 21 – 18 | US Ivry         |
| Spacer's Toulouse    | 25 – 24 | SC Sélestat     |
| SO Chambéry          | 32 – 30 | SLUC Nancy (N1) |
| GFCO Ajaccio (D2)    | 23 – 33 | PSG-Asnières    |

### Demi-finales
Les matchs se seraient disputés autour du 9 avril 1999.
| Club 1               | Score   | Club 2       |
| -------------------- | ------- | ------------ |
| Montpellier Handball | 23 – 22 | SO Chambéry  |
| Spacer's Toulouse    | 29 – 25 | PSG-Asnières |

### Finale
La finale s’est disputée le 24 avril 1999 dans Le Grand Dôme de Villebon-sur-Yvette :
| Club 1               | Score   | Club 2            |
| -------------------- | ------- | ----------------- |
| Montpellier Handball | 26 – 21 | Spacer's Toulouse |

Composition des équipes
- Montpellier Handball
  - Gardiens : 1. Daouda Karaboué ; 16. Sorin Toacsen.
  - Joueurs de champ : 2. Laurent Busselier ; 3. Didier Dinart ; 8. Frédéric Anquetil ; 9. Patrick Cazal ; 10. Laurent Puigségur ; 11. Rabah Gherbi ; 13. Andrej Golic ; 15. Adrian Grégory ; 17. Cédric Burdet ; 18. Grégory Anquetil.
  - Entraîneurs : Patrice Canayer et Didier Marcy.

- Spacer's Toulouse
  - Gardiens : 1. Yohann Ploquin ; 16. Pierre Birades.
  - Joueurs de champ : 2. Mickaël Prieto ; 4. Patrick Carniel ; 8. Sébastien Lartigue ; 9. Christophe Kempé ; 10. François Woum-Woum ; 11. Eric Négrel ; 13. Jérôme Fernandez ; 15. Jean-Luc Caillard ; 17. Benoît Chevalier ; 18. Rudi Prisăcaru.
  - Entraîneurs : Claude Onesta et Alain Raynal.

- Arbitres : Gilles Bord et Olivier Buy.

## Vainqueur final
| Coupe de France masculine 1998-1999 Montpellier Handball (1re coupe de France) |